# Ipo hilli
Ipo hilli är en insektsart som beskrevs av Evans 1934. Ipo hilli ingår i släktet Ipo och familjen dvärgstritar. Inga underarter finns listade i Catalogue of Life.